# Café Khawlani
Le café Khawlani, ou café saoudien est un café produit et transformé dans les vallées de Jazan, une région située à l'extrémité sud de l'Arabie saoudite,  Il est issu d'une tradition vieille de 300 ans des anciennes tribus de Khawlan.
Les connaissances et les pratiques liées à la culture du café Khawlani figurent sur la liste du patrimoine culturel immatériel de l'humanité depuis 2022, alors que le Café arabe est aussi reconnu depuis 2015. Il est également associé aux coutumes, à la poésie et aux chants des habitants de la région.
Pour germer, les graines de café sont plantées dans des sacs en toile remplis de terre entreposés à l’ombre pendant trois ou quatre mois. Ils sont ensuite transplantés sur des terrasses agricoles sur les flanc des montagnes. La première récolte, effectuée à la main, intervient dans les deux ou trois ans.
Les graines sont mises à sécher puis sont moulues au moyen d'une grande meule de pierre plate ou décortiquées avec un long cylindre en pierre pour éviter leur craquèlement, séparant ainsi le grain de la coque extérieure. Les graines sont souvent mélangées avec de la cardamome et du safran pour donner une teinte jaunâtre au café, connue localement sous le nom de ghawa.
En octobre 2022, le pays a lancé l'année du café saoudien en même temps que la célébration de la Journée internationale du café.